# 卡爾皮利夫卡 (基韋爾齊區)
50°50′54″N 25°50′26″E / 50.84833°N 25.84056°E
卡爾皮利夫卡（烏克蘭語：Карпилівка）是位於烏克蘭西部沃倫州裏盧茨克區的村莊，始建於1866年，面積2.75平方公里，海拔高度188米，2001年人口1,699，人口密度每平方公里617.82人。